# Laura Karasek
Pour les articles homonymes, voir Karasek.
Laura Karasek (née le 29 avril 1982 à Hambourg) est une présentatrice de télévision, auteure et avocate allemande.

## Famille
Karasek est la fille de la critique Armgard Seegers et du journaliste littéraire Hellmuth Karasek ; son frère est le journaliste de ProSieben Niko Karasek. Ses demi-frères sont le metteur en scène Daniel Karasek (de) et l'écrivain et journaliste Manuel Karasek (de). Son cousin Thomas Mars est le chanteur du groupe français Phoenix et le mari de Sofia Coppola.

## Vie privée
Karasek étudie le droit à Berlin, Paris et Francfort-sur-le-Main. Elle vit à Francfort-sur-le-Main. 
Elle est mariée à l'investisseur dans des start-up Dominic Briggs depuis 2013. Le couple a des jumeaux à l'été 2015.
Laura Karasek souffre de diabète de type 1 depuis l'âge de 13 ans.

## Carrière
De 2011 à juillet 2018, elle travaille comme avocate au sein du cabinet d'avocats d'affaires Clifford Chance.
Karasek fait ses débuts en tant qu'écrivain en 2012 avec le roman d'amour Verspielte Jahre. Son livre de non-fiction Ja, die sind echt: Geschichten über Frauen und Männer publié en 2019 et son deuxième roman, Drei Wünsche, est publié en septembre 2019. Il s'agit de la vie de trois femmes trentenaires et de leurs relations parfois toxiques avec les hommes : l'amant, le patron et son propre père, ainsi que de leur désir non assouvi d'avoir des enfants. Son quatrième livre est un livre mère-fille sur le sens de la famille, de l'amour, de l'amitié et de la perte.
À partir de 2013, elle est l'invitée de nombreuses émissions de télévisions, comme des jeux ou des talk-shows.
De janvier 2017 à février 2019, Karasek tient une chronique pour stern.de. Elle a écrit d'autres chroniques pour Die Welt, Bild, Focus, les éditions allemandes de Gala et Playboy. Ses textes traitent principalement de la vie dans la société moderne, du féminisme et des clichés rigides des rôles.
À partir du 4 juillet 2019, elle anime pendant deux saisons son propre talk-show Zart am Limit sur ZDFneo, qui traite des tabous sociaux et de l'amour moderne. Il y a aussi un podcast du même nom qui complète l'émission. En juillet 2019, elle participe à l'émission de téléréalité de Vox 7 Töchter aux côtés de Lili Paul-Roncalli et Elena Carrière notamment.
En septembre 2020, Karasek présente le programme de ZDF Neo Die Höhle der Lügen, dans lequel deux équipes s'affrontent pendant huit épisodes.
Le jour du Nouvel An 2021, elle a fait ses débuts d'actrice dans Das Traumschiff: Seychellen.
À partir de décembre 2021, Karasek renforce à plusieurs reprises l'humoriste Florian Schroeder (de) en tant que directrice éditoriale de Florian Schroeder Satire Show sur ARD. Avec Sophia Thomalla, elle anime le podcast Künstliche Intelligenz.
Laura Karasek anime NDR-Quizshow (de) en décembre 2022, à la place de Jörg Pilawa, faisant d'elle la première animatrice après 22 ans d'existence du jeu.